# Квидзин
Квѝдзин (на полски: Kwidzyn) е град в Северна Полша, Поморско войводство. Административен център е на Квидзински окръг, както и на селската Квидзинска община, без да е част от нея. Самият град е обособен в самостоятелна градска община с площ 21,54 км2. Към 2010 година населението му възлиза на 38 296 жители.